# Louis-Fernand Flutre
Louis-Fernand Flutre, né le 21 juin 1892 à Mesnil-Martinsart et mort le 8 février 1978 à Paris 16e, est un universitaire français.

## Biographie
Ancien élève de l'École normale supérieure de Paris, Flutre est d'abord professeur agrégé de lycée avant d'enseigner à la Faculté de lettres de Lyon.
Il a combattu lors de la Première Guerre mondiale en tant que sergent dans le 409e régiment d'infanterie.
Il a soutenu sa thèse de doctorat en 1932 à La Sorbonne intitulée Li Fet des Romains dans les littératures française et italienne du XIIIe au XIVe siècle. Il a publié une centaine d'ouvrages, surtout sur la littérature française (et quelques-uns sur la langue picarde).
Le 21 mai 1943, l’Académie des inscriptions et belles-lettres lui a décerné le prix ordinaire de 2 000, pour lequel elle avait demandé une « Table des noms propres dans les romans français et provençaux du Moyen Age ».
Comme érudit, il a publié des ouvrages sur la langue picarde et des manuels scolaires Molière, Hugo et le romantisme. Comme éditeur scientifique, il a édité de nombreuses œuvres des littératures latine et française d’Ovide, Cicéron, Jules César, Salluste, et de Jean de Joinville, Jean Froissart, Bossuet, Voltaire, La Bruyère, Molière, La Fontaine, Pascal, Marie de Sévigné, George Sand, Alfred de Vigny.

## Publications partielles
- Du moyen picard au picard moderne, Amiens, 1978, 255 p., 25 cm (bpt6k33719776/)
- Le Moyen Picard, 1970.
- Table des noms propres avec toutes leurs variantes figurant dans les romans du Moyen Âge écrits en français ou en provençal et actuellement publiés ou analysés, Poitiers, Centre d’études supérieures de civilisation médiévale, 1962, xvi-324 p., 27 cm (lire en ligne sur Gallica).
- Recherches sur les éléments prégaulois dans la toponymie de la Lozère, 1957.
- Mesnil-Martinsart (Somme) : l’auteur, Lyon, 1955, 74 p., 24 cm (lire en ligne sur Gallica).
- Le Parler picard de Mesnil-Martinsart (Somme) : phonétique, morphologie, syntaxe, vocabulaire, Genève, Droz, 1955, x-253 p., in-8º (lire en ligne).
- Li Fait des Romains dans les littératures française et italienne du XIIIe au XVIe siècle. Thèse principale pour le doctorat présentée à la Faculté des lettres de l'Université de Paris, 1932.

### Manuels scolaires
- Le Romantisme, Paris, Hachette, 1926, 64 p., front., illus. ; 24 cm (lire en ligne).
- Éclaircissements sur "Les Feuilles d'automne".
- Exercices grecs. Classes de quatrième et de troisième.
- Exercices grecs. Classes de quatrième et troisième, corrigés.
- Précis de grammaire grecque.